# Nu Shooz
Nu Shooz ist eine US-amerikanische Formation aus Portland, Oregon, um das Ehepaar John Smith und Valerie Day, die Mitte der 1980er Jahre mit elektronischer Tanzmusik und vor allem mit der Hitsingle I Can’t Wait international erfolgreich war.

## Geschichte
Valerie Day und ihr Ehemann John Smith hatten in der ersten Hälfte der 1980er Jahre bereits regionale Erfolge in Portland und brachten 1982 bei dem kleinen Label Nebula Circle das Nu-Shooz-Debütalbum Can’t Turn It Off heraus. 1985 nahm die Gruppe bei Poolside Records die Single I Can’t Wait b/w Don’t Turn Back auf, woraufhin das Major-Label Atlantic Records Nu Shooz unter Vertrag nahm. Der ursprünglich vom Produzententeam „The Drone Bros.“ (Dick & Don) produzierte Song I Can’t Wait wurde als Remix von Peter Slaghuis bei Atlantic Records neu veröffentlicht und entwickelte sich weltweit zum Hitparadenerfolg.
Das kurz danach veröffentlichte Album Poolside konnte sich in den USA, in Großbritannien und in Deutschland in den Top 40 der LP-Charts platzieren. Die ebenfalls darauf enthaltene Nachfolgesingle Point of No Return war noch ein kleinerer Erfolg in den internationalen Popcharts. 1988 war die vom Album Told U So ausgekoppelte Single Should I Say Yes mit Platz 41 die letzte Hitparadennotierung für Nu Shooz in den Billboard Hot 100. Weitere Singles wie Are You Lookin’ for Somebody Nu waren aber in den amerikanischen Dancecharts vertreten.
2006 veröffentlichte Nu Shooz eine Unplugged-Version ihres Erfolgstitels in einer dem Jazz nahen Instrumentierung und Interpretation.

## Diskografie

### Alben
| Jahr | Titel     | Höchstplatzierung, Gesamtwochen, AuszeichnungChartplatzierungen (Jahr, Titel, Platzierungen, Wochen, Auszeichnungen, Anmerkungen) | Höchstplatzierung, Gesamtwochen, AuszeichnungChartplatzierungen (Jahr, Titel, Platzierungen, Wochen, Auszeichnungen, Anmerkungen) | Höchstplatzierung, Gesamtwochen, AuszeichnungChartplatzierungen (Jahr, Titel, Platzierungen, Wochen, Auszeichnungen, Anmerkungen) | Höchstplatzierung, Gesamtwochen, AuszeichnungChartplatzierungen (Jahr, Titel, Platzierungen, Wochen, Auszeichnungen, Anmerkungen) | Höchstplatzierung, Gesamtwochen, AuszeichnungChartplatzierungen (Jahr, Titel, Platzierungen, Wochen, Auszeichnungen, Anmerkungen) | Höchstplatzierung, Gesamtwochen, AuszeichnungChartplatzierungen (Jahr, Titel, Platzierungen, Wochen, Auszeichnungen, Anmerkungen) | Anmerkungen                                                                                  |
| Jahr | Titel     | DE | AT | CH | UK | US | R&B | Anmerkungen                                                                                  |
| ---- | --------- | --- | --- | --- | --- | --- | --- | -------------------------------------------------------------------------------------------- |
| 1986 | Poolside  | DE30 (9 Wo.)DE | — | CH23 (6 Wo.)CH | UK32 (8 Wo.)UK | US27 Gold · (32 Wo.)US | R&B18 (23 Wo.)R&B | Erstveröffentlichung: Mai 1986 Produzenten: John Smith, Rick Waritz                          |
| 1988 | Told U So | — | — | — | — | US93 (14 Wo.)US | R&B49 (7 Wo.)R&B | Erstveröffentlichung: April 1988 Produzenten: David Z., Jeff Lorber, John Smith, Rick Waritz |

Weitere Alben
- 1982: Can’t Turn It Off
- 2006: Pandora’s Box
- 2012: Kung Pao Kitchen

### Singles
| Jahr | Titel Album                               | Höchstplatzierung, Gesamtwochen, AuszeichnungChartplatzierungen (Jahr, Titel, Album, Platzierungen, Wochen, Auszeichnungen, Anmerkungen) | Höchstplatzierung, Gesamtwochen, AuszeichnungChartplatzierungen (Jahr, Titel, Album, Platzierungen, Wochen, Auszeichnungen, Anmerkungen) | Höchstplatzierung, Gesamtwochen, AuszeichnungChartplatzierungen (Jahr, Titel, Album, Platzierungen, Wochen, Auszeichnungen, Anmerkungen) | Höchstplatzierung, Gesamtwochen, AuszeichnungChartplatzierungen (Jahr, Titel, Album, Platzierungen, Wochen, Auszeichnungen, Anmerkungen) | Höchstplatzierung, Gesamtwochen, AuszeichnungChartplatzierungen (Jahr, Titel, Album, Platzierungen, Wochen, Auszeichnungen, Anmerkungen) | Höchstplatzierung, Gesamtwochen, AuszeichnungChartplatzierungen (Jahr, Titel, Album, Platzierungen, Wochen, Auszeichnungen, Anmerkungen) | Höchstplatzierung, Gesamtwochen, AuszeichnungChartplatzierungen (Jahr, Titel, Album, Platzierungen, Wochen, Auszeichnungen, Anmerkungen) | Anmerkungen                                                  |
| Jahr | Titel Album                               | DE | AT | CH | UK | US | R&B | Dance | Anmerkungen                                                  |
| ---- | ----------------------------------------- | --- | --- | --- | --- | --- | --- | --- | ------------------------------------------------------------ |
| 1986 | I Can’t Wait (Dutch Mix) Poolside         | DE2 (15 Wo.)DE | AT16 (8 Wo.)AT | CH4 (9 Wo.)CH | UK2 Silber · (14 Wo.)UK | US3 Gold · (23 Wo.)US | R&B2 (24 Wo.)R&B | Dance1 (12 Wo.)Dance | Erstveröffentlichung: 28. Februar 1986 Remix: Peter Slaghuis |
| 1986 | Point of No Return Poolside               | DE24 (14 Wo.)DE | — | CH23 (4 Wo.)CH | UK48 (3 Wo.)UK | US28 (22 Wo.)US | R&B36 (15 Wo.)R&B | Dance1 (12 Wo.)Dance | Erstveröffentlichung: Juni 1986                              |
| 1986 | Don’t Let Me Be the One Poolside          | — | — | — | — | — | — | Dance39 (5 Wo.)Dance | Erstveröffentlichung: Oktober 1986                           |
| 1988 | Should I Say Yes? Told U So               | — | — | — | — | US41 (16 Wo.)US | R&B17 (14 Wo.)R&B | — | Erstveröffentlichung: April 1988                             |
| 1988 | Are You Lookin’ for Somebody Nu Told U So | — | — | — | — | — | — | Dance2 (9 Wo.)Dance | Erstveröffentlichung: Juli 1988                              |

Weitere Singles
- 1984: Tha’s Right
- 1985: Goin’ Too Far
- 1985: I Can’t Wait
- 1988: Driftin’
- 1992: Time Will Tell
- 2006: I Can’t Wait: Unplugged